# Zólyomnémeti
Zólyomnémeti (szlovákul: Nemce) község Szlovákiában, a Besztercebányai kerületben, a Besztercebányai járásban.

## Fekvése
Besztercebányától 5 km-re északkeletre fekszik.

## Története
A mai község területén már a neolitikumban is éltek emberek, ezt bizonyítják az itt talált leletek, valamint a Hrádok nevű határrészén talált hamvasztásos sírok.
A mai települést a 13. század végén besztercebányai német bányászok alapították. Első írásos említése 1473-ban „Nemetfalwa” alakban történt, amikor Hunyadi Mátyás törvénytelen fia, Corvin János anyjának, Edelpeck Borbálának adta. 1482-ben „Dewtzendorf”, 1498-ban „Nemcze” néven találjuk. A 15. század végéig részben a Nemes, Barló, Krempnetz családok és más nemesek, majd a Thurzó-Fugger társaság birtoka volt. Anyja halála után Corvin János birtokába került, aki 1501-ben más birtokaival együtt 533 forintért Besztercebánya városának adta el. 1528-ban „Nemethfalwa”, 1536-ban „Nemecz”, 1543-ban „Dewchendorf” alakban említik a korabeli források.
A 18. század végén Vályi András így ír róla: „NEMCZE. Tót falu Zólyom Várm. földes Ura Besztercze Bánya Városa, lakosai katolikusok, fekszik, Besztercze Bányához közel, és annak filiája, határja ollyan mint Rakóczé.”
1828-ban 21 házában 150 lakos élt, akik főként mezőgazdasággal foglalkoztak.
Fényes Elek 1851-ben kiadott geográfiai szótárában így ír a faluról: „Nemcze, tót falu, Zólyom vármegyében; egy csekély dombon’, ut. p. Beszterczebánya. Földje agyagos homokkal vegyitve, s mindent jól terem. Van 132 evang., 27 kath. lakosa, 10 urbéri telke. Majorsága nincs, F. u. Besztercze város.”
A 20. század elején lakói kőművesek, ácsok, napszámosok és a közeli üzemek dolgozói voltak. A trianoni diktátumig területe Zólyom vármegye Besztercebányai járásához tartozott.

## Népessége
| Év:            | 1994. | 2004.   | 2014.   | 2024.   |
| -------------- | ----- | ------- | ------- | ------- |
| Emberek száma: | 1088  | 1107    | 1183    | 1153    |
| Eltérés:       |       | +1,74 % | +6,86 % | -2,53 % |

| Év:            | 2023. | 2024.   |
| -------------- | ----- | ------- |
| Emberek száma: | 1161  | 1153    |
| Eltérés:       |       | -0,68 % |

1910-ben 289, túlnyomórészt szlovák lakosa volt.
2001-ben 1120 lakosából 1102 szlovák volt.
2011-ben 1159 lakosából 1124 szlovák.

## Nevezetességei
- Neolit település maradványai, régészeti terület.

## Külső hivatkozások
- Hivatalos oldal
- E-obce.sk Archiválva 2008. szeptember 20-i dátummal a Wayback Machine-ben
- Községinfó
- Zólyomnémeti Szlovákia térképén